# ERNST
ERNST (Abkürzung für Experimentelle Raumfahrtanwendung basierend auf Nanosatellitentechnologie) ist ein Forschungssatellit des Fraunhofer-Instituts für Kurzzeitdynamik. Es handelt sich um einen Infrarotsatelliten zur Raketenerkennung. Der Start ins All erfolgte am 16. August 2024 mit einer Falcon-9-Rakete von SpaceX.

## Beschreibung
ERNST ist der erste Kleinsatellit zur Unterstützung militärischer Aufgaben in Deutschland. Ziel dieser Mission ist es, das Potenzial dieser Satellitenklasse für die Bundeswehr aufzuzeigen und zu erschließen. Die Hauptnutzlast ist eine Infrarotkamera zur Detektion von Raketenstarts. In Zusammenarbeit mit dem Fraunhofer IOSB sollen anhand der mit ERNST gewonnenen Daten das Detektionskonzept demonstriert und numerische Simulationen verifiziert werden.